# Chế tạo dạng tự do bằng chùm tia điện tử

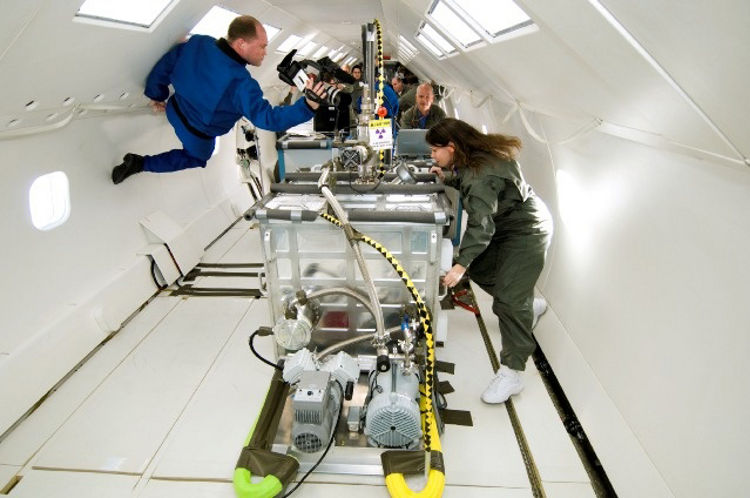
Các kỹ sư của NASA kiểm tra hệ thống EBF^{3} trong một chuyến bay trên quỹ đạo trong năm 2007.

Chế tạo dạng tự do chùm tia điện tử (EBF3) là một quá trình sản xuất đắp dần xây dựng các chi tiết có biên dạng gần đúng. Nó đòi hỏi ít nguyên liệu thô và gia công hoàn thiện hơn so với các phương pháp sản xuất truyền thống. Nó sử dụng chùm electron tập trung trong môi trường chân không để tạo ra vũng chảy trên nền kim loại.

## Lịch sử
Trung tâm nghiên cứu NASA Langley (LaRC) chính là nơi khởi nguồn (EBF3) của tiến bộ công nghệ này. Phương pháp sản xuất bồi đắp ban đầu được nghiên cứu và ứng dụng bởi Karen Taminger, một kĩ sư chuyên về nghiên cứu vật liệu bởi NASA LaRC. EBF3 là công nghệ sản xuất bồi đắp do NASA phát minh  được thiết kế để sản xuất các chi tiết có biên dạng gần đúng có thể để tiết kiệm vật liệu thô và hạn chế gia công bề mặt hoàn thiện hơn so với phương pháp truyền thống. EBF3 được NASA hoạch định để sản xuất các chi tiết kim loại trong môi trường không trọng lực; Quá trình sản xuất theo lớp này sử dụng chùm electron và vật liệu thô dạng dây rắn để tạo ra các cấu trúc kim loại. Hiệu quả quá trình của tia electron và vật liệu thô làm cho  EBF3 thích hợp cho việc sử dụng trong không gian. Kể từ năm 2000, một nhóm các nhà nghiên cứu ở NASA LaRC đã được cho phép nghiên cứu cơ bản và phát triển kĩ thuật này dùng sản xuất bồi đắp cho các cấu trúc kim loại trong không gian. Sản xuất bồi đắp là các quá trình trong đó các bộ phận được xây dựng bằng cách liên tục thêm vật liệu thay vì cắt hoặc mài như trong gia công thông thường.  Sản xuất đắp dần là sự phát triển nhanh chóng của các kỹ thuật tạo mẫu nhanh như in li-tô lập thể, được phát triển ban đầu cho các bộ phận nhựa phi cấu trúc hơn 30 năm trước.

## Quá trình
Mô hình hoạt động của EBF3 là xây dựng mô hình trực tiếp từ tệp CAD. Phương pháp gia công với sự trợ giúp của máy tính hiện tại cũng bắt đầu bằng mô hình CAD và sử dụng bộ hậu xử lí để viết các lênh gia công (mã G) để xác định đường chạy dao để hoàn thiện chi tiết. EBF3 cũng sử dụng quá trình tương tự, cũng bắt đầu từ mô hình CAD, cắt lớp số hóa, sau đó dùng bộ hậu xử lí để viết mã G để định nghĩa đường bồi đắp vật liệu và các thông số quá trình cho các thiết bị EBF3. Nó sử dụng chùm tia electron trong môi trường chân không để tạo một vũng chảy trên lớp kim loại nền. Các chùm tia được dịch đối với bề mặt của chất nền trong khi dây kim loại được đưa vào vũng chảy.  Lớp vật liệu bồi đắp sẽ hóa rắn ngay sau khi tia electron đi qua, độ bền cấu trúc đủ để tự giữ chính nó mà không cần cấu trúc đỡ. Trình tự được lặp lại như vậy cho đến khi tạo thành chi tiết có biên dạng gần đúng và chỉ cần xử lí bề mặt. Quy trình EBF3 có thể sử dụng cho các chi tiết từ một inch đến 10 foot do giới hạn kích thước của buồng chân không và đây cấp hiện có trên thị trường.